# Mermaid Magic – Die magische Welt der Meerjungfrauen
Mermaid Magic – Die magische Welt der Meerjungfrauen ist eine CG-Animationsserie, welche in Zusammenarbeit zwischen Rainbow S.p.A. und Bardel Entertainment produziert wird. Die Idee zum Projekt stammt von Iginio Straffi, dem Schöpfer (u. a.) von Winx Club, Fate: The Winx Saga und Maggie & Bianca Fashion Friends. Zudem ist er als Regisseur und Produzent beteiligt.

## Handlung
Mermaid Magic – Die magische Welt der Meerjungfrauen erzählt die Geschichte von drei Krieger-Meerjungfrauen aus der fiktiven Unterwasser-Welt Mertropia. Prinzessin Merlinda und ihre Freundinnen Sasha und Nerissa begeben sich auf die Reise an die Oberfläche, um sich dort dem bösen Piraten Barbarossa entgegenzustellen. Dieser verfolgt das schändliche Ziel, die Ozeane ihrer Magie zu berauben.

## Produktion und Veröffentlichung
Die Serie entsteht als Koproduktion zwischen dem Unternehmen Rainbow S.p.A. (Sitz: Loreto, Marken, Italien) und seinem Emmy-gekührten CG/VFX Animationsstudio Bardel Entertainment (Sitz: Vancouver, British Columbia, Kanada). Ideengeber und Produzent von Mermaid Magic ist der italienische Unternehmensführer Iginio Straffi. Das Drehbuch stammt von Rich Burns and Nancy Cohen, die bereits gemeinsam an der Serie Spirit: Wild und Frei gearbeitet haben.
Durch ein hohes Produktionsbudget und akribische Detailarbeit soll das Projekt neue Grenzen im Bereich der Animationsqualität von Fernsehserien setzen.
Am 22. August 2024 feierte Mermaid Magic weltweit Premiere bei Netflix.

## Episodenliste
| Nr. (ges.)                                                                                 | Nr. (St.) | Deutscher Titel                                | Originaltitel                   |
| ------------------------------------------------------------------------------------------ | --------- | ---------------------------------------------- | ------------------------------- |
| 1                                                                                          | 1         | Die Perlen des Neptun                          | The Pearls Of Neptune           |
| 2                                                                                          | 2         | Die Piratenbucht                               | Pirates’ Cove                   |
| 3                                                                                          | 3         | Dunkle Geheimnisse unter der Schule            | Dark Secrets Beneath The School |
| 4                                                                                          | 4         | Wächter der Perlen                             | The Guardian Of The Pearls      |
| 5                                                                                          | 5         | Die Geisterbahn                                | The Haunted Ride                |
| 6                                                                                          | 6         | Gefahr für das Rettungszentrum für Meerestiere | Danger At Marine Rescue Center  |
| 7                                                                                          | 7         | Vulkanabenteuer                                | A Volcanic Adventure            |
| 8                                                                                          | 8         | Rückkehr nach Mertropia                        | Return To Mertropia             |
| 9                                                                                          | 9         | Eine Prüfung für Merlinda                      | A Test For Merlinda             |
| 10                                                                                         | 10        | Die Macht der Perlen                           | The Power Of The Pearls         |
| Am 22. August 2024 wurden alle Folgen der Staffel gleichzeitig bei Netflix veröffentlicht. |           |                                                |                                 |

## Synchronisation
Die deutsche Synchronisation entsteht unter dem Dialogbuch von Laura Johae und der Dialogregie von Marie-Jeanne Widera durch die Synchronfirma Iyuno Germany und der musikalischen Leitung von Heiko Gigner.
| Rolle          | Englischer Sprecher | Deutscher Sprecher   |
| -------------- | ------------------- | -------------------- |
| Merlinda       | Frankie Kevich      | Patricia Strasburger |
| Sasha          | Courtney Shaw       | Zina Laus            |
| Nerissa        | Nisa Ward           | Maresa Sedlmeir      |
| Tyler          | Bryce Papenbrook    | Henry Engels         |
| Célia          | Stephanie Novak     | Lara Schmidt         |
| Alex           | Cedric Williams     | Xiduo Zhao           |
| Barbarossa     | Keith Silverstein   | Stefan Günther       |
| Mrs. Sand-Flea | Tricia Brioux       | Kerstin Dietrich     |